# Yes! (album của Jason Mraz)
| Đánh giá chuyên môn | Đánh giá chuyên môn |
| Điểm trung bình     | Điểm trung bình     |
| Nguồn               | Đánh giá            |
| ------------------- | ------------------- |
| Metacritic          | 62/100              |
| Nguồn đánh giá      |                     |
| Nguồn               | Đánh giá            |
| AllMusic            | [ 2 ]               |
| Billboard           | 82/100              |
| The Boston Globe    | 70/100              |
| Los Angeles Times   | [ 5 ]               |
| Rolling Stone       | [ 6 ]               |
| Slant Magazine      | [ 7 ]               |

Yes! là album phòng thu thứ năm của ca sĩ-nhạc sĩ người Mỹ Jason Mraz.

## Danh sách track
| STT | Nhan đề                                    | Sáng tác                                                                                            | Producer(s)                                 | Thời lượng |
| --- | ------------------------------------------ | --------------------------------------------------------------------------------------------------- | ------------------------------------------- | ---------- |
| 1.  | "Rise"                                     | Jason Mraz, Chaska Potter, Mona Tavakoli, Becky Gebhardt, Mai Bloomfield, Chris Keup, Stewart Myers | Mike Mogis Mraz                             | 1:29       |
| 2.  | "Love Someone"                             | Mraz, Potter, Tavakoli, Gebhardt, Bloomfield, Keup, Myers                                           | Mogis Mraz Chris Keup [a] Stewart Myers [a] | 4:16       |
| 3.  | "Hello, You Beautiful Thing"               | Mraz, Potter, Tavakoli, Gebhardt                                                                    | Mogis Mraz                                  | 3:34       |
| 4.  | "Long Drive"                               | Mraz, Potter, Tavakoli, Gebhardt, Bloomfield                                                        | Mogis Mraz                                  | 3:50       |
| 5.  | "Everywhere"                               | Mraz, Potter, Tavakoli, Gebhardt, Bloomfield                                                        | Mogis Mraz                                  | 3:24       |
| 6.  | "Best Friend"                              | Mraz, Potter, Tavakoli, Gebhardt, Bloomfield                                                        | Mogis Mraz                                  | 3:19       |
| 7.  | "Quiet"                                    | Mraz, Daniel Omelio, Ammar Malik                                                                    | Mogis Mraz Keup Myers                       | 4:18       |
| 8.  | "Out of My Hands"                          | Mraz, Potter, Tavakoli, Gebhardt, Bloomfield                                                        | Mogis Mraz                                  | 3:26       |
| 9.  | "It's So Hard to Say Goodbye to Yesterday" | Freddie Perren, Christine Yarian Perren                                                             | Mraz                                        | 2:58       |
| 10. | "3 Things"                                 | Mraz, Michael Natter, Nancy Natter, Potter, Tavakoli, Gebhardt, Bloomfield                          | Mraz Keup [a] Myers [a]                     | 2:54       |
| 11. | "You Can Rely on Me"                       | Mraz, Potter, Tavakoli, Gebhardt, Bloomfield, Keup, Myers, M. Natter, N. Natter                     | Mraz Keup Myers                             | 3:43       |
| 12. | "Back to the Earth"                        | Mraz, Potter, Tavakoli, Gebhardt, Bloomfield                                                        | Mogis Mraz                                  | 3:46       |
| 13. | "A World with You"                         | Mraz, Myers, Keup                                                                                   | Mogis Mraz                                  | 4:39       |
| 14. | "Shine"                                    | Mraz, Potter, Tavakoli, Gebhardt, Bloomfield                                                        | Mogis Mraz                                  | 6:04       |

Notes
- ^[a]  đồng sản xuất

## Bảng xếp hạng và chứng nhận
| Chart (2014)                   | Peak position |
| ------------------------------ | ------------- |
| Album Úc (ARIA)                | 17            |
| Album Bỉ (Ultratop Vlaanderen) | 49            |
| Album Bỉ (Ultratop Wallonie)   | 22            |
| Album Canada (Billboard)       | 2             |
| Album Đan Mạch (Hitlisten)     | 14            |
| Album Hà Lan (Album Top 100)   | 1             |
| Album Pháp (SNEP)              | 36            |
| Album Hungaria (MAHASZ)        | 18            |
| Album Ireland (IRMA)           | 58            |
| Italian Albums (FIMI)          | 54            |
| Album New Zealand (RMNZ)       | 25            |
| Album Na Uy (VG-lista)         | 24            |
| Album Tây Ban Nha (PROMUSICAE) | 14            |
| Album Anh Quốc (OCC)           | 18            |
| Album Hoa Kỳ Billboard 200     | 2             |

| Bảng xếp hạng (2014)         | Vị trí |
| ---------------------------- | ------ |
| Dutch Albums (Album Top 100) | 97     |
| US Billboard 200             | 143    |

| Quốc gia                                  | Chứng nhận | Số đơn vị/doanh số chứng nhận |
| ----------------------------------------- | ---------- | ----------------------------- |
| Canada (Music Canada)                     | Gold       | 40.000^                       |
| ^ Chứng nhận dựa theo doanh số nhập hàng. |            |                               |

## Lịch sử phát hành
| Vùng           | Ngày                | Định dạng    | Nhãn             |
| -------------- | ------------------- | ------------ | ---------------- |
| Vương quốc Anh | 11 tháng 7 năm 2014 | CD, tải nhạc | Atlantic Records |
| Hoa Kỳ         | 15 tháng 7 năm 2014 | CD, tải nhạc | Atlantic Records |